# Saint-Yrieix-la-Perche

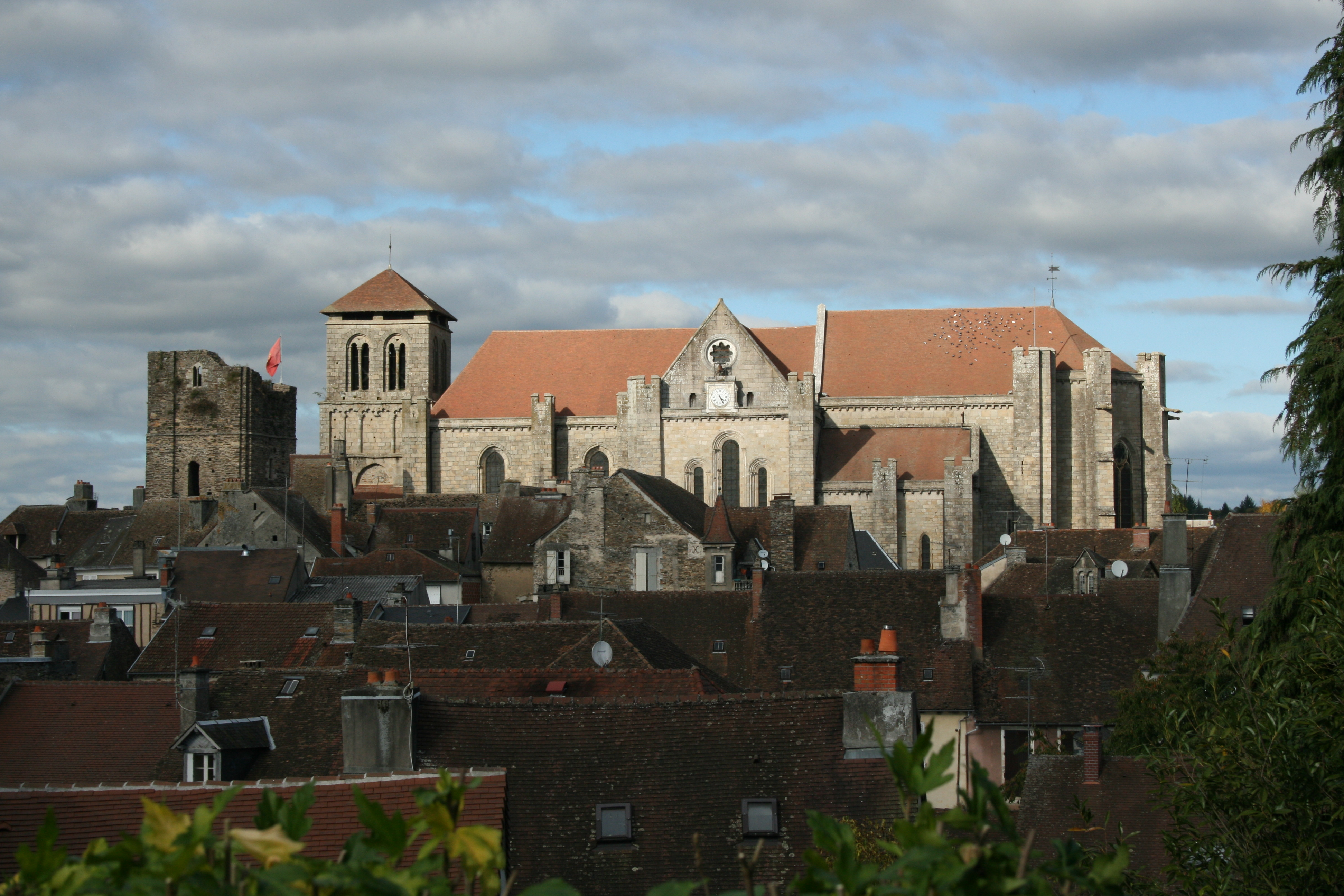
Zabytkowa Kolegiata św. Arediusza (2011)

Saint-Yrieix-la-Perche – miejscowość i gmina we Francji, w regionie Nowa Akwitania, w departamencie Haute-Vienne.
Według danych na rok 1990 gminę zamieszkiwało 7558 osób, a gęstość zaludnienia wynosiła 75 osób/km² (wśród 747 gmin Limousin Saint-Yrieix-la-Perche plasuje się na 8. miejscu pod względem liczby ludności, natomiast pod względem powierzchni na miejscu 1.).

## Populacja

Populacja Saint-Yrieix-la-Perche w latach 1962–2008